# باد بیش‌وز

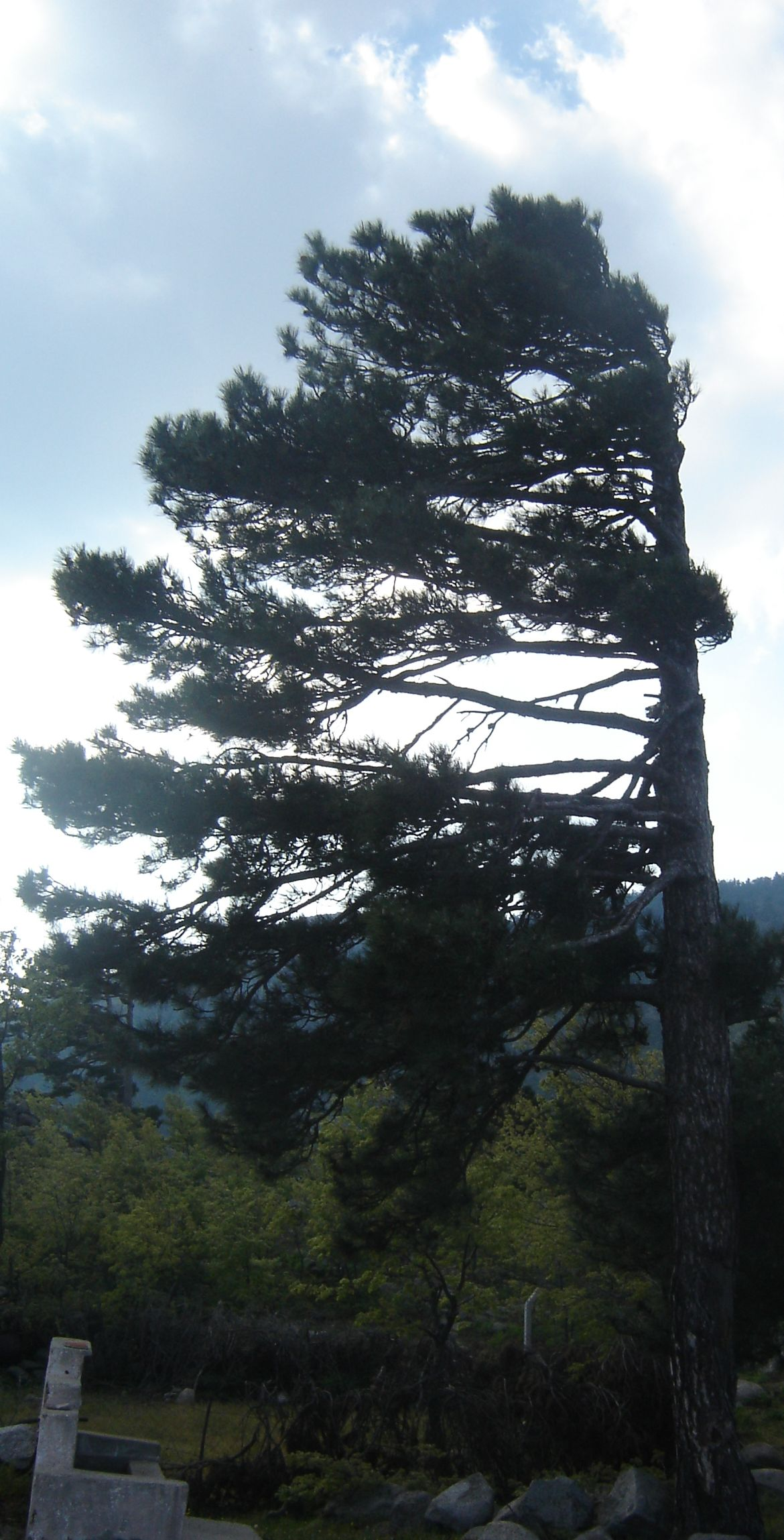
تأثیر باد بیش‌وز بر یک درخت سوزنی‌برگ در غرب ترکیه.

باد بیش‌وَز یا بادِ غالِب یا چیره‌باد (به انگلیسی: Prevailing winds) بادی است که غالباً از جهت معینی بوزد، و وفور آن از سایر بادهای آن منطقه بیشتر باشد.
بادهای بیش‌وز معمولاً جهت گردش جو زمین را نشان می‌دهند. باعث ایجاد موج‌های اقیانوس‌ها نیز همین بادهای بیش‌وز هستند.

## بادهای زمین‌گَرد[۲]
بادهای بیش‌وز سطحی در منطقه استوا آرام‌اند. این بادها از استوا به سمت شمال و جنوب آغاز به وزیدن می‌کنند.